# منداتیکا
منداتیکا (به ایتالیایی: Mendatica) یک کومونه در ایتالیا است که در استان ایمپریا واقع شده‌است.

## خصوصیات
منداتیکا ۳۰٫۶ کیلومترمربع مساحت و ۲۳۵ نفر جمعیت دارد.